# Лиханово (Костромская область)
Лиханово — деревня в Расловском сельском поселении Судиславского района Костромской области России.

## География
Деревня расположена на реке Меза.

## История
Согласно Спискам населенных мест Российской империи в 1872 году сельцо Лиханово относилось к 1 стану Костромского уезда Костромской губернии. В нём числилось 16 дворов, проживало 46 мужчин и 50 женщин.
Согласно переписи населения 1897 года в деревне проживал 161 человек (61 мужчина и 100 женщин).
Согласно Списку населенных мест Костромской губернии в 1907 году деревня относилась к Шишкинской волости Костромского уезда Костромской губернии. По сведениям волостного правления за 1907 год в ней числилось 39 крестьянских дворов и 153 жителя. Основными занятиями жителей деревни, помимо земледелия, были фабричный отхожий промысел и обжиг угля.
До муниципальной реформы 2010 года деревня входила в состав Грудкинского сельского поселения Судиславского района.

## Население
| 1872 | 1897 | 1907 | 2008 | 2010 | 2014 |
| ---- | ---- | ---- | ---- | ---- | ---- |
| 96   | ↗161 | ↘153 | ↘2   | ↘0   | ↗6   |

## Комментарии
1. ↑  В той же волости находилась усадьба Лиханово в которой числилось 4 двора и 18 жителей.